# Copa Paulista de Futebol de 2011
A Copa Paulista de Futebol de 2011 foi a 17.ª edição da competição. A Copa Paulista é o segundo torneio em importância a ser organizado pela Federação Paulista de Futebol. O intuito desse campeonato é ocupar durante o segundo semestre times que não tiveram sucesso ao longo da temporada, ou querem exercitar seu time reserva (no caso dos "grandes").
Essa competição dá o direito ao campeão, disputar a Recopa Sul-Brasileira de 2011 e a Copa do Brasil de 2012.

## Critérios de participação
Têm vaga assegurada:
- Os 13 primeiros classificados da Série A1.
- Os 12 primeiros classificados da Série A2.
- Os 11 primeiros classificados da Série A3.
- Em caso de desistência, preenche a vaga o clube na classificação subsequente.
- Não poderão participar do campeonato as equipes rebaixadas da Série A3 de 2011 para a Série B de 2012.

OBS.: Estes critérios descritos acima podem variar.

## Participantes
| - Audax SP (São Paulo) - Batatais (Batatais) - Botafogo-SP (Ribeirão Preto) - Catanduvense (Catanduva) - Comercial (Ribeirão Preto) - Corinthians B (São Paulo) - Ferroviária (Araraquara) - Francana (Franca) - Grêmio Osasco (Osasco) - Inter de Bebedouro (Bebedouro) - Inter de Limeira (Limeira) - Itapirense (Itapira) - Ituano (Itu) - Juventus-SP (São Paulo) - Linense (Lins) - Noroeste (Bauru) - Oeste (Itápolis) | - Palmeiras B (São Paulo) - Paulista (Jundiaí) - Penapolense (Penápolis) - Red Bull Brasil (Campinas) - Rio Preto (São José do Rio Preto) - Santacruzense (Santa Cruz do Rio Pardo) - São Bento (Sorocaba) - São Bernardo (São Bernardo do Campo) - São Carlos (São Carlos) - São José-SP (São José dos Campos) - Taboão da Serra (Taboão da Serra) - Taubaté (Taubaté) - União Barbarense (Santa Bárbara d'Oeste) - União São João (Araras) - Velo Clube (Rio Claro) - XV de Jaú (Jaú) - XV de Piracicaba (Piracicaba) |  |

- O Audax SP é o antigo Pão de Açúcar Esporte Clube (PAEC).
- Os Clubes Rio Branco e Rio Claro desistiram da disputa.

## Fórmula de disputa
Primeira Fase
As 36 associações formarão 04 grupos regionalizados de 09 associações cada que jogarão entre si, em turno e returno, classificando-se para a fase seguinte 04 associações melhores colocadas em cada grupo.
Segunda Fase
Na segunda fase da competição as 16 classificando-se formarão 04 grupos com 04 associações cada e jogarão entre si, em turno e returno, classificando-se para a fase seguinte as 02 melhores colocadas do grupo.
Terceira Fase (Quartas-de-final)
Na terceira fase as 08 classificando-se formarão 04 grupos com 02 associações cada e jogarão entre si, em turno e returno, classificando-se para a fase seguinte a melhor colocada de cada grupo.
Quarta Fase (Semifinalfinal)
Na quarta fase as 04 classificando-se formarão 02 grupos com 02 associações cada e jogarão entre si, em turno e returno, classificando-se para a fase seguinte a melhor colocada de cada grupo.
Quinta Fase (Final)
Na quinta fase as 02 classificando-se formarão entre si, em turno e returno, para definir campeã e vice-campeã.

## Classificação Geral
| 1  | Paulista             | 47 | 28 | 12 | 11 | 5  | 24  |  |
| 2  | Comercial [1]        | 47 | 26 | 12 | 8  | 6  | 15  |  |
| 3  | São Bernardo         | 49 | 26 | 15 | 4  | 7  | 14  |  |
| 4  | Velo Clube [1]       | 46 | 24 | 12 | 7  | 5  | 18  |  |
| 5  | Linense              | 41 | 24 | 12 | 5  | 6  | 10  |  |
| 6  | Audax                | 34 | 24 | 7  | 13 | 4  | 2   |  |
| 7  | Red Bull Brasil [1]  | 34 | 22 | 7  | 10 | 5  | 1   |  |
| 8  | Ferroviária [1]      | 32 | 22 | 7  | 6  | 8  | 2   |  |
| 9  | Ituano [1]           | 49 | 20 | 13 | 5  | 2  | 20  |  |
| 10 | Inter de Bebedouro   | 42 | 22 | 12 | 6  | 4  | 15  |  |
| 11 | Oeste                | 34 | 22 | 9  | 7  | 6  | 9   |  |
| 12 | XV de Piracicaba [1] | 34 | 20 | 7  | 7  | 6  | 6   |  |
| 13 | Noroeste             | 32 | 22 | 8  | 8  | 6  | 3   |  |
| 14 | Juventus-SP          | 30 | 22 | 7  | 9  | 6  | 3   |  |
| 15 | Francana [1]         | 29 | 20 | 7  | 6  | 7  | -1  |  |
| 16 | Palmeiras B [1]      | 28 | 20 | 6  | 7  | 7  | -4  |  |
| 17 | Penapolense          | 28 | 16 | 7  | 7  | 2  | 13  |  |
| 18 | União Barbarense [1] | 23 | 14 | 5  | 5  | 4  | 1   |  |
| 19 | Botafogo-SP [1]      | 22 | 14 | 5  | 4  | 5  | -5  |  |
| 20 | Taboão da Serra      | 21 | 16 | 6  | 3  | 7  | -3  |  |
| 21 | São Carlos [1]       | 20 | 14 | 5  | 3  | 6  | -4  |  |
| 22 | Grêmio Osasco        | 20 | 16 | 5  | 5  | 6  | -6  |  |
| 23 | São José-SP          | 19 | 16 | 5  | 4  | 7  | -1  |  |
| 24 | Batatais [1]         | 18 | 14 | 4  | 4  | 6  | -3  |  |
| 25 | Taubaté              | 18 | 16 | 4  | 6  | 6  | -4  |  |
| 26 | Inter de Limeira [1] | 16 | 14 | 3  | 5  | 6  | -4  |  |
| 27 | Rio Preto            | 15 | 16 | 3  | 6  | 7  | -7  |  |
| 28 | São Bento [1]        | 12 | 14 | 3  | 2  | 9  | -16 |  |
| 29 | União São João [1]   | 12 | 14 | 2  | 5  | 7  | -7  |  |
| 30 | Corinthians B        | 11 | 16 | 2  | 5  | 9  | -17 |  |
| 31 | Santacruzense        | 10 | 16 | 2  | 4  | 10 | -20 |  |
| 32 | Catanduvense         | 10 | 16 | 2  | 4  | 10 | -21 |  |
| 33 | Itapirense [1]       | 7  | 14 | 1  | 3  | 10 | -9  |  |
| 34 | XV de Jaú            | 7  | 16 | 1  | 4  | 11 | -18 |  |

 1. ^  Os Grupos 2 e 3 da primeira fase teve 1 clube a menos em relação aos demais e com isso, tiveram uma adaptação na sua classificação final de acordo com o seu saldo de aproveitamento (% de Aproveitamento).

|  |                                                  |
|  | Campeão e classificado à Copa do Brasil de 2012. |
|  | Eliminado na Semifinal.                          |
|  | Eliminado nas Quartas-de-final.                  |
|  | Eliminado na 2ª Fase.                            |
|  | Eliminado na 1ª Fase.                            |